# Åsnäbbad fink
Åsnäbbad fink (Xestospiza fastigialis) är en förhistorisk utdöd fågel i familjen finkar inom ordningen tättingar som tidigare förekom i Hawaiiöarna. 

## Tidigare förekomst
Arten beskrevs 1991 utifrån ett exemplar funnet i grottan Crystal Cave på Maui i Hawaiiöarna. Fossil även hittats på Oahu, Molokai och Maui, vilket gör den mest vida spridd av alla utdöda hawaiifinkar. Möjligen förekom den på alla sex av de större öarna.

## Egenskaper
Unikt för hawaiifinkarna hade arterna i Xestospiza en konformad näbb. Denna art skiljer sig från nära släktingen konnäbbad fink med två sammanstrålande åsar på näbbens övre halva. Näbben påminner snarast om de hos obesläktade kostarar i familjen trupialer (Icteridae). Möjligen var den insektsätande.

## Utdöende
Trots att arten var vida spridd i Hawaiiöarna var den försvunnen redan när européerna anlände ögruppen. Troligen dog den, liksom många andra arter i Hawaiiöarna, på grund av habitatförstörelse och predation från införda däggdjur.

## Familjetillhörighet
Arten tillhör en grupp med fåglar som kallas hawaiifinkar. Länge behandlades de som en egen familj. Genetiska studier visar dock att de trots ibland mycket avvikande utseende är en del av familjen finkar, närmast släkt med rosenfinkarna. Arternas ibland avvikande morfologi är en anpassning till olika ekologiska nischer i Hawaiiöarna, där andra småfåglar i stort sett saknas helt.